# Décès en 1059
Décès
- 1055
- 1056
- 1057
- 1058
- 1059
- 1060
- 1061
- 1062
- 1063

Cette page dresse une liste de personnalités mortes au cours de l'année 1059 :
- 21 janvier : Michel Cérulaire, patriarche de Constantinople.
- Farrukh-Zad de Ghazna (en), sultan des Ghaznévides.
- 29 juin : Bernard II de Saxe, duc de Saxe (° v. 1002).
- 14 août : Giselbert de Luxembourg, comte de Salm et de Longwy, puis comte à Luxembourg.
- 9 octobre : Aaron, évêque de Cracovie de 1046 à 1059.
- 7 décembre : Léopold Ier de Mayence, prévôt de Bamberg et ensuite archevêque de Mayence.
- Eilika de Schweinfurt, noble de Bavière.

- Abdullah Ibn Yassin, chef spirituel de la dynastie des Almoravides.
- Aaron (évêque), évêque de Cracovie.
- Al-Basasiri, esclave turc devenu général en Irak.
- Azzolin d'Aversa, évêque d'Aversa.
- Cathal mac Tigernán (en), roi du royaume Iar Connacht (en) (Irlande gaélique)
- Michel VI Stratiotikos, empereur byzantin de 1056 à 1057.
- Pandolf III de Bénévent, 8e prince lombard de Bénévent.
- Vyacheslav Yaroslavich (en), prince de Smolensk.

## Crédit d'auteurs
- Cet article est partiellement ou en totalité issu de l'article intitulé « 1059 » (voir la liste des auteurs).